# Naylor, Missouri
Naylor, Missouri (енгл. Naylor) град је у америчкој савезној држави Мисури.

## Демографија
По попису из 2010. године број становника је 632, што је 22 (3,6%) становника више него 2000. године.
| Група             | 2000.       | 2010.       |
| Белци             | 562 (92,1%) | 590 (93,4%) |
| Афроамериканци    | 1 (0,2%)    | 2 (0,3%)    |
| Азијати           | 2 (0,3%)    | 0 (0,0%)    |
| Хиспаноамериканци | 15 (2,5%)   | 6 (0,9%)    |
| Укупно            | 610         | 632         |